# メルセデス・ベンツ・W136
メルセデス・ベンツ・W136（Mercedes Benz W136 ）ならびにW191は、1936年から1955年まで、ドイツの自動車メーカーダイムラー・ベンツがメルセデス・ベンツブランドで展開していた自動車である。

## 概要
170V(W136)は、4輪独立懸架採用で大きな成功を収めた170(W15)の後継モデルとして、1936年、ベルリン自動車ショーで初登場した。引き続き4輪独立懸架を採用しながらW15系よりもさらに進歩したシャーシ設計を採用し、性能向上を実現した。
スタイリングは時代に合わせて流線型を部分的に採り入れ、曲面基調だが端整なデザインを備える。ただし構造自体はまだ木骨に鋼板を張る伝統的な手法を踏襲していた。ボディは4ドアセダンと2ドアカブリオレのほか、スポーツカーや救急車など、さまざまなバリエーションが展開された。
第二次世界大戦中は一般向け生産は中止され、政府及び軍部向けの公用車両のみが生産された。木炭を燃料にするガス発生炉付の代用燃料型も開発されている。
戦後は上級モデルの開発が遅れたことから、1951年まで唯一のメルセデス・ベンツ乗用車として生産が続行され、ダイムラー・ベンツの経営を支える一翼を担った。1949年からはディーゼルエンジンモデルの170Dも新たに追加され、経済性からタクシー用のみならず、オーナードライバーの支持をも得た。マイナーチェンジも施され、1949年には上級仕様のW191が登場する。また1951年に発表された6気筒モデル・220（W187）は、基本的にW136系のノーズ延長で新型エンジンを搭載して開発された急造派生モデルであった。
大戦直前から戦中戦後にかけての混乱期にあって、メルセデスのボトムレンジを担うモデルとして長らく生産が続けられたが、1955年、後継であるポンツーンボディーの完全戦後型・W120の登場で生産を終了した。

## メカニズム
170V(W136)のエンジンは旧170・W15系と同程度のクラスだが、W15の6気筒よりも簡素な直列4気筒エンジンである。4気筒化は、フローティング・マウントの技術が発達したことで、振動抑制のために敢えて6気筒エンジンを用いる必然性が失われた事による合理化策であった。
170V用ガソリンエンジンは、サイドバルブ水冷直列4気筒3ベアリング・1,767cc、圧縮比6:1、最高出力38PS/3,400rpm、最大トルク10.2kgm/1,800rpmで、100kmあたり10L未満の燃費だった。燃料供給系は、ボンネット内のダッシュボード前方に燃料タンクを置き、低い位置に配置されたソレックス・シングルキャブレターからインテーク・マニホールドを立ち上げる古典的レイアウトであった。吸気ダクトのパイプをエンジン側面で垂直に立てているのが独特の形態である。最高速度は108km/h。シンクロナイザー付きの4速MTは、ギア鳴りのない、滑らかな変速操作が可能になった。なおチューニングされた170Sでは最高122km/hに到達している。
1949年から170D系に搭載されたディーゼルエンジンは、旧ベンツ社以来の自社技術である予燃焼室式のヘッドでOHVレイアウトを採用、170V用ガソリンエンジンと同級の4気筒3ベアリング・1697ccで圧縮比19:1とし、ボッシュ式燃料噴射ポンプを装備して、ガソリンノーマルモデルと互角の出力38PS/3,200rpm、最大トルク10.1kgm/2,000rpmを確保した。トップスピードは100km/hとガソリンモデルに及ばなかったが、実用速度域での性能は当時として充分な水準で、市場での成功を収めた（改良型のDa,Db系は40PS・105km/hに向上）。
シャーシは、保守的なエンジンやボディに比して格段に進歩的な構造で、楕円断面の鋼管2本を曲げて左右から中央で接合、前後でX状の形態を採った、低床式のX型バックボーンフレームである。フロントにエンジンとトランスミッション、リアにディファレンシャルギアを抱え、フレーム端部に4輪を支持するスプリングやアームが配置されていた。このレイアウトは軽量で剛性が高く、1930年代後半のメルセデスではミドルクラス以下のモデルで広く使われた。
サスペンションは基本を170から継承した前輪横置きリーフスプリング、後輪コイルスプリング支持スイングアクスルであったが、後輪が170では片輪ごとにコイル2本を用いていたのに対し、170Vではコイル1本として簡略化されたのが特徴である。

## モデル
| モデル     | 製造年  | エンジン              | 排気量   | 最高出力 | 燃料       |
| ---------- | ------- | --------------------- | -------- | -------- | ---------- |
| 170 V      | 1936-42 | M136: 直列4気筒       | 1,697 cc | 38 PS    | ガソリン   |
| 170 VG     | 1939-43 | M136 G: 直列4気筒     | 1,697 cc | 22 PS    | 木炭ガス   |
| 170 V      | 1946-53 | M136 I: 直列4気筒     | 1,697 cc | 38 PS    | ガソリン   |
| 170 D      | 1949-50 | OM636 I: 直列4気筒    | 1,697 cc | 38 PS    | ディーゼル |
| 170 Va, Vb | 1951-53 | M136 VI: 直列4気筒    | 1,767 cc | 45 PS    | ガソリン   |
| 170 Da, Db | 1951-53 | OM636 VI: 直列4気筒   | 1,767 cc | 40 PS    | ディーゼル |
| 170 S-V    | 1954-55 | M136 VIII: 直列4気筒  | 1,767 cc | 45 PS    | ガソリン   |
| 170 S-D    | 1954-55 | OM636 VIII: 直列4気筒 | 1,767 cc | 40 PS    | ディーゼル |